# Gavin Gordon
 Gavin Gordon   (n. 7 aprilie 1901, Mississippi, SUA – d. 7 aprilie 1983, Canoga Park, Los Angeles, California, SUA) a fost un actor american de film, radio și televiziune. 

## Viața și cariera
S-a născut în Chicora, Mississippi. Gordon a studiat secretariatul. În timp ce lucra ca funcționar de cale ferată, a urmat o școală de actorie de film în timpul liber.  
În Los Angeles, a devenit secretar al unui actor [ cine? ] care mai târziu i-a dat prima parte pe scenă la vârsta de nouăsprezece ani. După un test de film, Gordon a jucat rolul principal al lui Greta Garbo în Romance (1930). Cu vocea sa distinctivă, Gordon a jucat în numeroase drame radio. 
Gordon nu a discutat niciodată public viața sa privată. 
A murit în Canoga Park, California, la împlinirea a 82 de ani și este înmormântat la cimitirul Magnolia (Mobile, Alabama). 

## Filmografie
- The Medicine Men (1929, scurtmetraj)
- Chasing Through Europe (1929) - Don Merrill
- His First Command (1929) - Lt. Freddie Allen
- Romance (1930) - Tom Armstrong
- The Silver Horde (1930) - Fred Marsh
- The Great Meadow (1931) - Evan Muir
- Shipmates (1931) - Mike
- Secret Service (1931) - Mr. Arlesford
- American Madness (1932) - Cyril Cluett
- Two Against the World (1932) - Victor H. 'Vic' Linley
- The Phantom of Crestwood (1932) - Will Jones
- Man Against Woman (1932) - George Perry
- The Bitter Tea of General Yen (1932) - Bob
- Hard to Handle (1933) - John Hayden (nemenționat)
- Mystery of the Wax Museum (1933) - George Winton
- Black Beauty (1933) - Capt. Jordan
- I Adore You (1933) - Alphonso Bouillaboise
- Female (1933) - Briggs
- Lone Cowboy (1933) - Jim Weston
- The Scarlet Empress (1934) - Capt. Gregori Orloff
- Wake Up and Dream (1934) - Seabrook
- Happiness Ahead (1934) - 'Jellie' Travis
- Bordertown (1935) - Brook Manville
- Grand Old Girl (1935) - The President
- The Good Fairy (1935) - Meredith, on-screen actor (nemenționat)
- Women Must Dress (1935) - Philip Howard
- Red Hot Tires (1935) - Robert Griffin
- Bride of Frankenstein (1935) - Lord Byron
- Stranded (1935) - Jack
- Love Me Forever (1935) - Mitchell (nemenționat)
- Page Miss Glory (1935) - Reporter Metz
- The Leavenworth Case (1936) - Henry Clavering
- Ticket to Paradise (1936) - Tony Bates
- High Hat (1937) - Gregory Dupont
- They Gave Him a Gun (1937) - Army Captain (nemenționat)
- The Toast of New York (1937) - Southern Major (nemenționat)
- Windjammer (1937) - J. Montague Forsythe
- I See Ice (1938) - Night Club Singer
- Paper Bullets (1941) - Kurt Parrish
- Murder by Invitation (1941) - Garson Denham
- Mr. Celebrity (1941) - Travers
- Suspicion (1941) - Dr. Bertram Sedbusk (nemenționat)
- I Killed That Man (1941) - J. Reed
- The Lone Star Vigilantes (1942) - Major Halland Clark, aka Keller
- Centennial Summer (1946) - Trowbridge (nemenționat)
- Notorious (1946) - Ernest Weylin (nemenționat)
- Three on a Ticket (1947) - Pearson - aka Barton
- Philo Vance's Gamble (1947) - Oliver Tennant
- Knock on Wood (1954) - Car Salesman
- White Christmas (1954) - General Harold G. Carlton (nemenționat)
- There's No Business Like Show Business (1954) - Geoffrey (nemenționat)
- High Society (1955) - Frisbie the Butler
- A Life at Stake (1955) - Sam Pearson
- Pardners (1956) - Businessman (nemenționat)
- The Vagabond King (1956) - Majordomo
- The Ten Commandments (1956) - Trojan Ambassador (nemenționat)
- Johnny Tremain (1957) - Col. Smith
- Chicago Confidential (1957) - Alan Dixon
- King Creole (1958) - Mr. Primont - Druggist (nemenționat)
- The Matchmaker (1958) - Rudolph
- The Bat (1959) - Lt. Andy Anderson
- All in a Night's Work (1961) - Mr. Carruthers (nemenționat)
- Pocketful of Miracles (1961) - Mr. Cole
- Girls! Girls! Girls! (1962) - Mr. Peabody - Hat Shop Manager (nemenționat)
- The Nutty Professor (1963) - Clothing Salesman (nemenționat)
- The Patsy (1964) - Executive on Golf Course
- Sylvia (1965) - Butler (nemenționat)

## Radio
A apărut la radio în prodcuții ca Alfred Hitchcock Presents, The Adventures of Ozzie and Harriet, M Squad, Perry Mason, Playhouse 90, The Real McCoys, The Red Skelton Show, Green Acres, Beverley Hillbillies, Petticoat Junction, etc.